# Migvie Stone

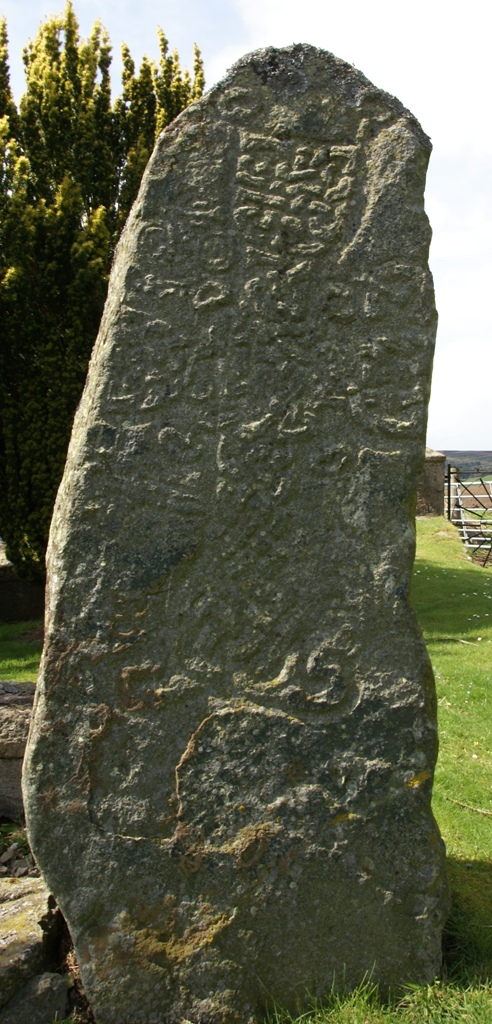
Migvie Stone (voorzijde)

Migvie Stone is een klasse II Pictische steen uit de achtste eeuw, staande op de begraafplaats van het kerkje van Migvie in Aberdeenshire (Schotland).

## Beschrijving
De steen is 1,8 meter hoog en is op de breedste plek 73 centimeter.
De voorzijde toont een Keltisch kruis en kent vier kwadranten met linksboven een dubbele schijf en Z-vormige staaf; rechtsboven een hoefijzer en een V-vormige staaf; linksonder scharen; rechtsonder een man te paard. Op de achterzijde staat eveneens een figuur te paard.
Volgens het namenboek uit de oude kerk gewijd aan St. Finian uit 1866 was de steen gevonden een paar voet onder de grond op de plaats waar de steen nu staat. De huidige kerk werd in 1866 gebouwd.
Andere Pictische stenen in de omgeving zijn onder andere de Maiden Stone, de Picardy Symbol Stone en de Brandsbutt Symbol Stone.